# Richard Eder (Galerist)
Richard Eder (* 1. Jänner 1940 in Linz) ist ein österreichischer Galerist.

## Leben und Wirken
Nach der Pflichtschule absolvierte er ab 1954 die Laboranten-Lehre und übte diesen Beruf bis 1995 in der Chemie Linz aus. Daneben besuchte er einen Bildhauer-Kurs bei Hannes Haslecker in Linz sowie Emailleur-Kurse in Deutschland. 1970 zog er ins Linzer Atelierhaus „Im Dörfl“ und erhielt mehrere Preise. Der Galerist heiratete 1964 und hat zwei Töchter.

## Galerie Eder
1975 eröffnete er in der eigenen Wohnung die Galerie Eder, veranstaltete 35 Jahre lang bis zur Schließung 2010 regelmäßig Ausstellungen mit Werken zeitgenössischer Kunst und bot damit zahlreichen Künstlern eine Startmöglichkeit.

## Auszeichnungen
- Talentförderungspreis der Stadt Wels (1972)
- Jury-Preis der Emaille-Biennale Limoges (1973)
- Silbermedaille Pariser Kunstverein (1973)
- Kulturmedaille der Stadt Linz (1995)
- Kulturmedaille des Landes Oberösterreich (2005)[3]